# 샤위야어

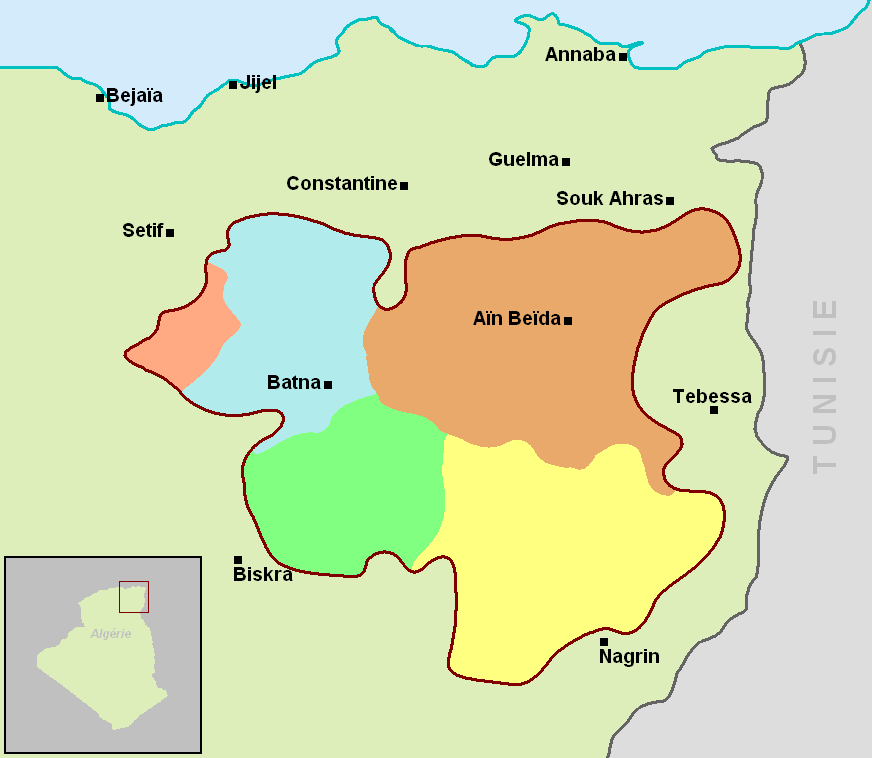
알제리 북동부의 샤위야어 방언 분포

샤위야어(Shawiya, Chaouïa, 자기이름: Tacawit)는 알제리의 샤위인(Chaoui)들이 사용하는 베르베르어의 일종으로, 특히 제나티어군에 분류된다. 알제리 동부의 아우라스 산맥과 주변 지역에서 주로 사용되며, 화자 수는 약 260만 명(2022년)으로 추산된다. 알제리 중부에서 쓰이는 셴와어와 밀접한 관련이 있다.